# Rotiboy

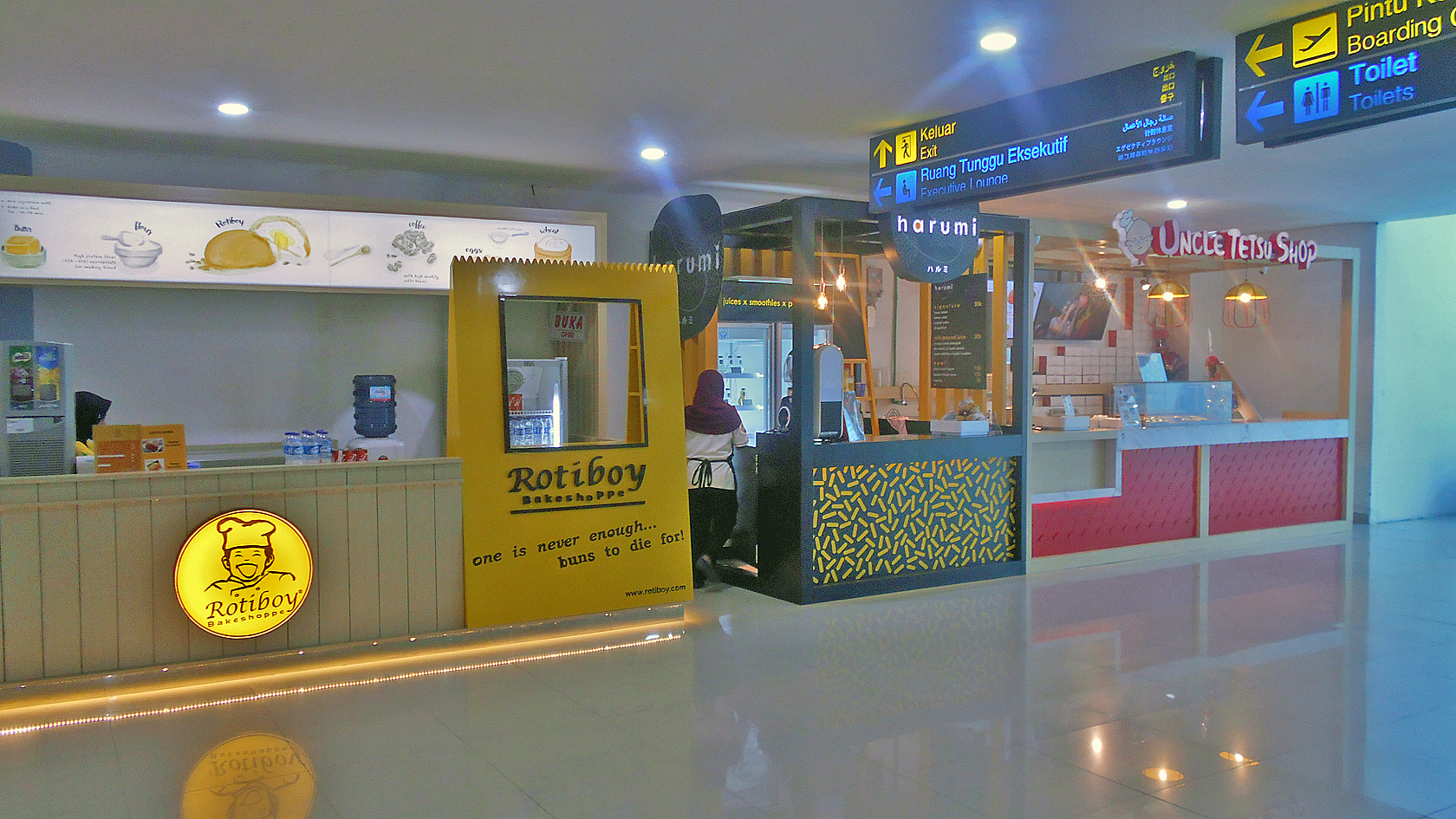
Rotiboy-Filiale am Flughafen Palembang

Rotiboy ist ein von Hiro Tan gegründetes Unternehmen, welches sich vor allem auf die Herstellung von süßen mexikanischen Buns spezialisiert hat, welche Rotiboy oder auch Rotiboybun genannt werden. Des Weiteren werden aber auch ca. 60 weitere Sorten von Broten, Kuchen und anderem Gebäck angeboten.

## Name
Der Name Rotiboy wird auf eine Gegebenheit in der Familie Tan zurückgeführt, in der einer der Neffen als „Naughty boy“ (Englisch für „schlimmer Bube“) bezeichnet wurde. Daraus ergab sich dann der Name Rotiboy. Auch das Logo wird auf den Buben zurückgeführt, dessen Gesichtszüge in selbigem wiedergegeben sein sollen.

## Geschichte
Rotiboy wurde im April 1998 von Hiro Tan in Bukit Mertajam (Penang/Malaysia) gegründet. Doch erst mit der Übersiedelung nach Kuala Lumpur im Januar 2002 wurde der Rotiboy/Rotiboybun eingeführt und brachte dem Unternehmen einen enormen wirtschaftlichen Erfolg.
Mittlerweile gibt es Rotiboy-Filialen in Malaysia (9), Indonesien (20), Thailand (10) und Korea.